# Brugergrænseflade
En brugergrænseflade er det hvorved et menneske (brugeren) interagerer med en bestemt maskine, udstyr, software eller andre komplekse værktøjer (systemet).

## Tilbud
Brugergrænsefladen tilbyder:
- Inddata, tillader brugeren at styre systemet.
- Uddata, tillader systemet at informere brugeren (også kaldet at give feedback)